# Wolfgang Thüne
Wolfgang Thüne (Heilbad Heiligenstadt, Alemania, 8 de octubre de 1949) es un gimnasta artístico alemán, que compitió representado a Alemania del Este, consiguiendo ser subcampeón del mundo en 1974 en la prueba de barra horizontal.

## 1970
En el Mundial de Liubliana 1970 consigue el bronce en el concurso por equipos —por detrás de Japón y la URSS, siendo sus compañeros: Matthias Brehme, Klaus Köste, Gerhard Dietrich, Peter Kunze y Bernd Schiller.

## 1972
En los JJ. OO. de Múnich consigue de nuevo el bronce en la competición por equipos —y de nuevo tras Japón y la URSS, y sus colegas de equipo fueron: Matthias Brehme, Wolfgang Klotz, Klaus Köste, Jürgen Paeke y Reinhard Rychly—.

## 1974
En el Mundial de Varna 1974 gana el bronce en el concurso por equipos, tras Japón y la Unión Soviética, siendo sus compañeros: Lutz Mack, Bernd Jäger, Wolfgang Klotz, Rainer Hanschke y Olaf Grosse. Y también la plata en barra horizontal, tras el alemán occidental Eberhard Gienger.